# SGラボ
- スクウェア・エニックス・ホールディングス > SGラボ
- 学研ホールディングス > SGラボ

株式会社SGラボ（エスジーラボ、SG Lab Inc.）は、かつて存在した日本の企業。スクウェア・エニックスと学習研究社（現・学研ホールディングス）が共同出資して設立したが2009年に解散・清算された。出資比率はスクウェア・エニックス80％・学研20％で、シリアスゲーム（教育・広報目的のコンピュータゲーム）開発を行う。
両社がSGラボを設立した背景としては、スクウェア・エニックスが持つ「表現」「仮想体験」「遊び」のノウハウと、学習研究社が持つ「知識」「実体験」「学び」のノウハウを融合することで、さまざまな社会的な課題の解決に貢献できるのはないか、という仮説をもったことがある。
SGラボでは「デジタルゲームの技術、表現力、メディアとしての特性を社会のさまざまな課題解決に活用しようという概念」をシリアスゲームと定義している。医療分野、教育・学習分野、企業・団体の広報・啓発活動等、ゲームという“インフラ”を遊びやエンタテインメント以外の社会的な目的で活用すること全てをシリアスゲームとして位置づけている。
SGラボでは以下をビジョンとして掲げている。
・人々が「学ぶ力」、すなわち「知力」を向上し、豊かな生活を創造するための、ソリューションとしてのコンテンツを提供する